# (8361) 1990 JN1
(8361) 1990 JN1 este un asteroid din centura principală, descoperit pe 1 mai 1990 de Michael Irwin și Anna Żytkow.